# Melzo
Melzo – miejscowość i gmina we Włoszech, w regionie Lombardia, w prowincji Mediolan.
Według danych na rok 2004 gminę zamieszkiwało 18 499 osób, 2055,4 os./km².